# Kompleks skoczni narciarskich w Hakubie

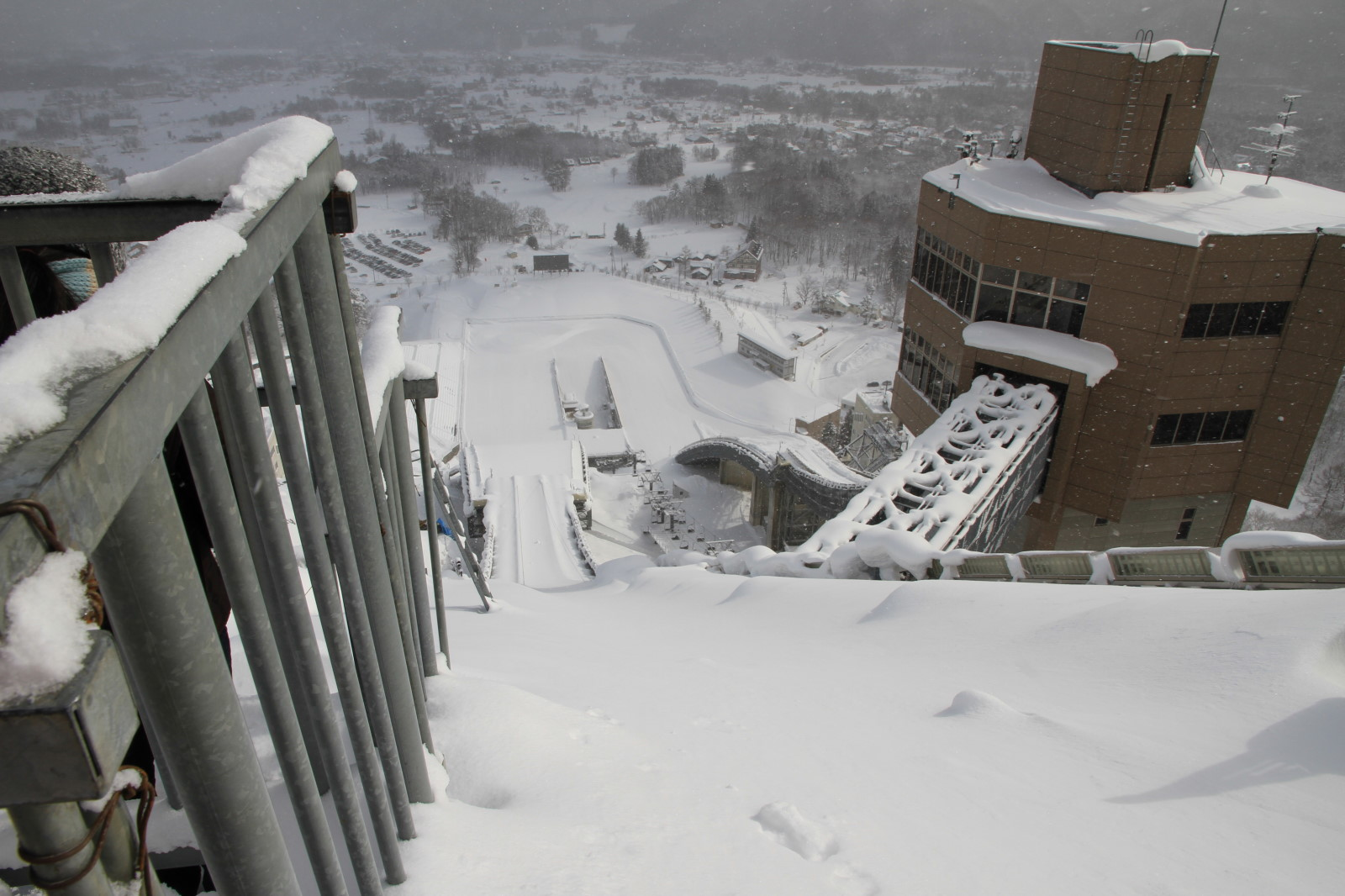
Widok z rozbiegu

Kompleks skoczni narciarskich w Hakubie - olimpijski kompleks skoczni narciarskich w japońskiej Hakubie o punktach konstrukcyjnych K120 (HS-131) i  K90 (HS-98). 
Obiekt został specjalnie zbudowany na zimowe igrzyska olimpijskie w Nagano. Nagano nie posiada skoczni narciarskiej, dlatego też zawody zorganizowano w niedaleko położonej Hakubie. Złotym medalistą na skoczni dużej został wówczas Japończyk Kazuyoshi Funaki, który wyprzedził Fina Janiego Soininena oraz swojego rodaka Masahiko Haradę. Na skoczni normalnej zwyciężył Soininen, który wyprzedził Funakiego oraz Austriaka Andreasa Widhölzla.
Niegdyś odbywały się tutaj zawody zimowego Pucharu Świata, jednak w ostatnich latach na skoczni organizowane są jedynie zawody Pucharu Kontynentalnego oraz Letniego Grand Prix.

## Skocznia duża

### Parametry skoczni
- Punkt konstrukcyjny: 120 m
- Wielkość skoczni (HS): 131 m
- Długość rozbiegu: 93,9 m
- Nachylenie progu: 11°
- Wysokość progu: 3 m
- Nachylenie zeskoku: 37,5°

### Rekordziści skoczni
- Oficjalny rekord skoczni: 137 m -  Takanobu Okabe (17.02.1998) i  Masahiko Harada (17.02.1998)
- Nieoficjalny rekord skoczni: 140 m -  Takanobu Okabe (26.03.2011)
- Letni rekord skoczni: 136 m -  Simon Ammann (29.08.2009) i  Ryōyū Kobayashi (24.08.2019)

| Lp. | Data                 | Zawodnik         | Odległość | Zawody               | Uwagi                       |
| --- | -------------------- | ---------------- | --------- | -------------------- | --------------------------- |
| 1.  | 31 stycznia 1993     | Akira Higashi    | 116,0 m   | Mistrzostwa Japonii  |                             |
| 2.  | 31 października 1993 | Noriaki Kasai    | 126,5 m   | NTT Cup              | rekord nieoficjalny         |
| 3.  | 11 lutego 1994       | Ikegami Yasuji   | 118,0 m   | SBC Cup              | rekord nieoficjalny         |
| 4.  | 25 września 1994     | Takehito Suda    | 127,0 m   | Puchar Kontynentalny |                             |
| 5.  | 29 stycznia 1995     | Chiba Shōri      | 123,0 m   | Mistrzostwa Japonii  |                             |
| 6.  | 28 stycznia 1996     | Jin’ya Nishikata | 125,5 m   | Mistrzostwa Japonii  |                             |
| 7.  | 22 września 1996     | Masahiko Harada  | 127,5 m   | Puchar Kontynentalny |                             |
| 8.  | 26 stycznia 1997     | Noriaki Kasai    | 131,5 m   | Puchar Świata        |                             |
| 9.  | 20 września 1997     | Takanobu Okabe   | 132,0 m   | Puchar Kontynentalny |                             |
| 10. | 21 września 1997     | Masahiko Harada  | 132,0 m   | Puchar Kontynentalny | wyrównanie rekordu          |
| 11. | 26 października 1997 | Kazuya Yoshioka  | 133,0 m   | NTT Cup              | rekord nieoficjalny         |
| 12. | 15 lutego 1998       | Masahiko Harada  | 136,0 m   | ZIO 1998             |                             |
| 13. | 17 lutego 1998       | Takanobu Okabe   | 137,0 m   | ZIO 1998             |                             |
| 14. | 17 lutego 1998       | Masahiko Harada  | 137,0 m   | ZIO 1998             | wyrównanie rekordu          |
| 15. | 12 września 1999     | Sven Hannawald   | 135,5 m   | Letnie Grand Prix    |                             |
| 16. | 29 sierpnia 2009     | Simon Ammann     | 136,0 m   | Letnie Grand Prix    | Oficjalny rekord letni      |
| 17. | 26 lutego 2011       | Takanobu Okabe   | 140,0 m   | SBC Cup              | rekord nieoficjalny         |
| 18. | 24 sierpnia 2019     | Ryōyū Kobayashi  | 136,0 m   | Letnie Grand Prix    | wyrównanie rekordu letniego |

## Skocznia normalna

### Parametry skoczni
- Punkt konstrukcyjny: 90 m
- Wielkość skoczni (HS): 98 m
- Punkt sędziowski: 98 m
- Oficjalny rekord skoczni: 100 m -  Masaki Tomii (14.02.1999)
- Długość rozbiegu: 88 m
- Nachylenie najazdu: 36°
- Nachylenie progu: 10,5°
- Nachylenie zeskoku: 36,5°

### Rekordziści skoczni
| Lp. | Data             | Zawodnik         | Odległość | Zawody                           | Uwagi                  |
| --- | ---------------- | ---------------- | --------- | -------------------------------- | ---------------------- |
| 1.  | 12 stycznia 1993 | Yukitaka Fukita  | 89,0 m    |                                  |                        |
| 2.  | 30 stycznia 1993 | Jin’ya Nishikata | 90,0 m    | Mistrzostwa Japonii              |                        |
| 3.  | 12 lutego 1994   | Jun Shibuya      | 90,0 m    | NBS Cup                          | wyrównanie rekordu     |
| 4.  | 23 września 1994 | Jin’ya Nishikata | 88,0 m    | Puchar Kontynentalny             |                        |
| 5.  | 10 stycznia 1995 | Yukiyasu Suzuki  | 90,0 m    |                                  | wyrównanie rekordu     |
| 6.  | 28 stycznia 1995 | Masaru Miyazaki  | 90,0 m    | Mistrzostwa Japonii              | wyrównanie rekordu     |
| 7.  | 23 września 1995 | Takanobu Okabe   | 97,0 m    | Puchar Kontynentalny             |                        |
| 8.  | 27 stycznia 1996 | Masayuki Satō    | 90,5 m    | Mistrzostwa Japonii              |                        |
| 9.  | 27 stycznia 1996 | Jin’ya Nishikata | 94,0 m    | Mistrzostwa Japonii              |                        |
| 10. | 27 stycznia 1996 | Masahiko Harada  | 94,5 m    | Mistrzostwa Japonii              |                        |
| 11. | 21 września 1996 | Masahiko Harada  | 98,0 m    | Puchar Kontynentalny             |                        |
| 12. | 21 września 1996 | Masahiko Harada  | 98,5 m    | Puchar Kontynentalny             | oficjalny rekord letni |
| 13. | 30 stycznia 1997 | Samppa Lajunen   | 96,0 m    | PŚ w kombinacji                  |                        |
| 14. | 19 lutego 1998   | Mario Stecher    | 96,5 m    | ZIO 1998                         |                        |
| 15. | 14 lutego 1999   | Masaki Tomii     | 100,0 m   | Mistrzostwa Japonii (kombinacja) |                        |